# Туреттизм
Туретти́зм — неврологическое состояние, характеризующееся наличием симптомов (прежде всего — нервный тик), схожих с синдромом Туретта, но возникает по другим причинам. Туреттизм может быть следствием инсульта, черепно-мозговой травмы, энцефалита, либо других состояний, которые именуются «второстепенными причинами».
Некоторые люди при определённой концентрации могут ненадолго контролировать свои тики. Управление тиками может быть утомительным. Многие дети имеют транзиторные тики в течение нескольких месяцев, но позже они проходят, поэтому тики не обязательно указывают на наличие синдрома Туретта.